# Phyllachora orbiculata
Phyllachora orbiculata är en svampart som först beskrevs av Ludwig David von Schweinitz, och fick sitt nu gällande namn av Pier Andrea Saccardo 1883. Phyllachora orbiculata ingår i släktet Phyllachora och familjen Phyllachoraceae.   Inga underarter finns listade i Catalogue of Life.